# Prolammina
Le prolammine sono delle proteine  che si trovano nei semi dei cereali. Le prolammine presentano un elevato contenuto di prolina.

## Esempi di prolammine
Nei semi del frumento è presente una particolare prolammina, che prende il nome di gliadina, che assieme alla glutenina (una particolare glutelina) costituisce il glutine.
Altre prolammine sono:
- la zeina (presente nel mais)[1]
- l'ordenina (presente nell'orzo)[1]
- la secalina (presente nella segale)
- l'avenalina (nell'avena).